# EHF City Cup
EHF City Cup var en turnering for europæiske håndboldklubber, som blev arrangeret af European Handball Federation i sæsonerne fra 1993-94 til 1999-2000. Der blev afviklet turneringer for både mænd og kvinder. Turneringen rangerede lavest blandt EHF's Europa Cup-turneringer.
I 2000 blev turneringen nedlagt og erstattet af EHF Challenge Cup, som i modsætning til City Cup'en ikke har deltagelse af klubhold fra de bedste nationer.

## Resultater

### Mænd
| EHF City Cup | EHF City Cup           | EHF City Cup      | EHF City Cup | EHF City Cup | EHF City Cup | EHF City Cup                    |
| Sæson        | Vinder                 | Finaledeltager    | Res.         | 1.kamp       | 2.kamp       | Dansk deltagelse                |
| ------------ | ---------------------- | ----------------- | ------------ | ------------ | ------------ | ------------------------------- |
| 1993-94      | TUSEM Essen            | HK Drott Halmstad | 58–43        | 27-17        | 31-26        | –                               |
| 1994-95      | TV Niederwürzbach      | Cadagua Galdar    | 58–55        | 26-29        | 32-26        | Holte IF (1/16-finale)          |
| 1995-96      | Drammen HK             | SG Vfl BHW Hameln | 49–42        | 22-21        | 27-21        | Ajax København (1/32-finale)    |
| 1996-97      | TuS Nettelstedt        | Kolding IF        | 59–42        | 32-19        | 27-23        | Kolding IF (finale)             |
| 1997-98      | TuS Nettelstedt        | IFK Skövde        | 49–45        | 24-22        | 25-23        | Kolding IF (1/16-finale)        |
| 1998-99      | SG Flensburg-Handewitt | ADC Ciudad Real   | 53–48        | 27-27        | 26-21        | Virum-Sorgenfri HK (1/8-finale) |
| 1999-2000    | TV Grosswallstadt      | CBM de Valladolid | 57–55        | 30-23        | 27-32        | FIF (1/8-finale)                |

### Kvinder
| EHF City Cup | EHF City Cup           | EHF City Cup           | EHF City Cup | EHF City Cup | EHF City Cup | EHF City Cup                                     |
| Sæson        | Vinder                 | Finaledeltager         | Res.         | 1.kamp       | 2.kamp       | Dansk deltagelse                                 |
| ------------ | ---------------------- | ---------------------- | ------------ | ------------ | ------------ | ------------------------------------------------ |
| 1993-94      | Buxtehuder SV          | Bækkelagets SK         | 45–43        | 22-21        | 23-22        | IK Skovbakken (kvartfinale)                      |
| 1994-95      | Rotor Volgograd        | Vasas SC               | 48–39        | 24-19        | 24-20        | Ikast FS (semifinale)                            |
| 1995-96      | Silcotub Zalau         | Gjerpen IF             | 42–42        | 23-15        | 19-27        | FIF (kvartfinale)                                |
| 1996-97      | Frankfurter HC         | Ikast FS               | 55–49        | 29-25        | 26-24        | Ikast FS (finale)                                |
| 1997-98      | Ikast FS               | Frankfurter HC         | 56–44        | 27-22        | 29-22        | Ikast FS (vinder)                                |
| 1998-99      | ŽORK Napredak Kruševac | HV van Riet Nieuwegein | Uden kamp    | Uden kamp    | Uden kamp    | Frederikshavn fI (kvartfinale), GOG (1/8-finale) |
| 1999-2000    | Rapid Bucuresti        | Randers HK             | 56–51        | 30-25        | 26-26        | Randers HK (finale)                              |